# Чжоу Цзуи
Чжоу Цзуи (кит. 周祖翼, род. январь 1965, Тяньтай, Чжэцзян) — китайский государственный и политический деятель, секретарь (глава) парткома КПК провинции Фуцзянь с 13 ноября 2022 года.
Член Центрального комитета Компартии Китая 20-го созыва.
Ранее министр трудовых ресурсов и социального обеспечения КНР (с 24 июня по 30 декабря 2022 года), член Постоянного комитета Народного политического консультативного совета Китая 13-го созыва, депутат 19 и 20-го съездов Коммунистической партии Китая

## Биография
Родился в январе 1965 года в уезде Тяньтай городского округа Тайчжоу, провинция Чжэцзян. Вступил в Коммунистическую партию Китая (КПК) в июне 1984 года.
В 1984 году окончил бакалавриат Чжэцзянского университета, аспирантуру Университета Тунцзи в 1989 году, после которой остался в структуре университета, последовательно занимав должности адъюнкт-профессора, заместителя директора и партийного секретаря КПК исследовательского института.
С марта 1993 по март 1994 года работал приглашённым профессором в Королевском обществе Уэльского университета, с октября 1997 по октябрь 1998 года — приглашённым профессором Швейцарской высшей технической школы Цюриха.
После работы в европейских вузах вернулся в альма-матер. В июле 2002 года назначен заместителем секретаря парткома КПК университета Тунцзи и в декабре 2004 года — проректором университета по совместительству. С ноября 2008 по ноябрь 2011 года — заведующий Организационным отделом шанхайского горкома Компартии Китая, в ноябре 2011 года получил очередное повышение до секретаря парткома КПК университета Тунзци в ранге заместителя министра Госсовета КНР.
В августе 2014 года перешёл на работу в Организационный отдел ЦК Компартии Китая, в октябре 2016 года назначен заместителем заведующего Орготделом Центрального Комитета КПК. 24 июня 2022 года на 35-й сессии Постоянного комитета Всекитайского собрания народных представителей 13-го созыва утверждён в должности министра трудовых ресурсов и социального обеспечения КНР вместо прежнего министра Чжан Цзиньаня.
13 ноября 2022 года назначен на высшую региональную позицию секретаря парткома КПК провинции Фуцзянь на замену возглавившему пекинский партком КПК Инь Ли, и стал при этом самым молодым главой провинции в Китае и первым в истории политической системы КНР провинциальным секретарём, родившимся не ранее 1965 года.